# Geranium dolomiticum
Geranium dolomiticum är en näveväxtart som beskrevs av Werner Hugo Paul Rothmaler. Geranium dolomiticum ingår i släktet nävor, och familjen näveväxter. Inga underarter finns listade i Catalogue of Life.